# Jerry Spring
Jerry Spring ist ein von Jijé geschaffener frankobelgischer Comic.
Jerry Spring hat zahlreichen anderen Western-Comics, insbesondere auch „Leutnant Blueberry“ als Vorbild gedient. Der junge Jean Giraud wirkte zu Beginn seiner Laufbahn (1961) zeitweilig als Assistent an der Serie mit und wird für das Album „La Route de Coronado“ sogar als Co-Autor genannt.

## Entstehungsgeschichte
Als Jijé 1954 nach einem längeren Aufenthalt in den USA und Mexiko nach Europa zurückkehrte, hatten andere Zeichner des  Spirou-Magazins alle seine früheren Serien (Spirou und Fantasio, Valhardi) übernommen. In dieser Situation machte ihm sein Verleger Jean Dupuis den Vorschlag, eine neue Western-Serie für das Spirou-Magazin zu zeichnen. Bis dahin waren, abgesehen vom Funny-Western Lucky Luke, der dort 1946 debütierte, im Magazin nur Western aus amerikanischer Produktion – etwa Red Ryder von Fred Harman – publiziert worden. Ein Western-Comic aus der Feder eines belgischen Zeichners war also ein durchaus gewagtes Experiment. Doch wer schien für ein solches Vorhaben besser geeignet als Jijé, der noch sehr unter dem Eindruck seines Aufenthaltes im mexikanisch-amerikanischen Grenzgebiet stand und sein besonderes Talent für realistisch gezeichnete Comics bereits in der Vergangenheit unter Beweis gestellt hatte?
Erste Erfahrungen mit dem Western Genre hatte Jijé bereits im Jahr 1940 gesammelt, als kriegsbedingt der Nachschub amerikanischer Comics für das Spirou-Magazin ausblieb und er eine von Fred Harman begonnene  Red-Ryder-Erzählung fortsetzen musste, um die im Magazin bereits angelaufene Episode zum Abschluss bringen zu können.
Dupuis ließ Jije bei der Entwicklung des Handlungsrahmens freie Hand. Es entstand eine Geschichte, in der die grundverschiedenen Welten der USA und Mexikos aufeinanderprallen. Jerry Spring ist eine Mischung aus Western und Detektiv-Geschichte. Die eigentliche Handlung der meisten Episoden ist recht schlicht und nur mäßig spannend. Die Qualität der Erzählung liegt eher in den Atmosphäre, die Jijé durch seine stimmigen Bilder zu erzeugen verstand.
Bei den Lesern von Spirou wurde Jerry Spring auf Anhieb ein Erfolg. Bis 1967 erschien in dem Magazin etwa ein Abenteuer pro Jahr, das mit einiger zeitlicher Verzögerung später auch als Album herausgebracht wurde. Als ab Mitte der 1960er Jahre der Absatz der Alben rapide zurückging, entschied sich Dupuis, auf weitere Albenveröffentlichungen zu verzichten.
Daraufhin verließ Jijé den Dupuis Verlag im Streit und heuerte beim französischen Pilote Magazin an, wo er fortan die Serie Mick Tanguy zeichnete. Erst 1974 gelang es Dupuis, Jijé zu Spirou zurückzuholen – mit dem Angebot, die inzwischen vergriffene Jerry Spring-Reihe in einer ansprechenden Werkausgabe neu herauszubringen. Im Rahmen dieser Neuausgabe erschienen nun erstmals auch die in den 1960er Jahren nicht nachgedruckten Erzählungen in Albenform. In den folgenden Jahren zeichnete Jijé drei neue Jerry Spring Abenteuer für das Spirou-Magazin, doch blieb die Resonanz der Leserschaft erneut hinter den Erwartungen von Autor und Verleger zurück. 1977 stellte Jijé die Arbeiten an Jerry Spring erneut ein.
Mit dem Tod von Jijé im Jahre 1980 zerschlug sich die Hoffnung auf eine weitere Fortsetzungen der Serie endgültig. Im Jahre 1990 versuchte sich der Zeichner Franz an einer Wiederbelebung der Serie nach einem Szenario von Festin. Dieser Versuch kam aber über einen Band nicht hinaus.

## Thematik
Mit Jerry Spring hat Jijé eine Western-Serie geschaffen, die sich nicht an den Kino-Klischees der 1950er Jahre orientiert. Die Serie ist realistisch nicht nur in Bezug auf ihren Zeichenstil, sondern auch wegen ihres Bemühens um Authentizität. Jijé versucht die realen Lebensumstände echter Cowboys zu beschreiben und ist um eine objektive Darstellung der Indianer bemüht. Alle Einzelheiten, wie beispielsweise die Kleidung der Akteure, sind gut recherchiert. Auch die Landschaften sind in prächtigen Bildern umgesetzt und entsprechen realen Vorbildern. Von großer Bedeutung für Jijé ist die menschliche Seite seiner Geschichten. Vor allem die Notsituation der mexikanischen Landbevölkerung ist ein wiederkehrendes Thema. Jerry Spring steht stets auf der Seite der Entrechteten und setzt sich für ihre Belange ein, seien es mexikanische Bauern, ehemalige schwarze Sklaven oder das indianische Volk.
Eine Besonderheit der Serie ist das Fehlen einer historischen Einordnung. Im Gegensatz zu anderen Western-Serien gibt es in Jerry Spring keine Angaben von Jahreszahlen.

## Hauptfiguren
- Jerry Spring ist der makellose Titelheld der Serie und besitzt alle Attribute des klassischen Westernhelden. Er ist schnell mit dem Colt und enorm treffsicher. Trotzdem löst er Probleme lieber mit dem Verstand als mit der Waffe. Wenn es jedoch gilt, gegen Unrecht einzuschreiten, zögert er nicht, sich auf die Seite der Schwachen und Unterdrückten zu schlagen. Über seine Herkunft ist wenig bekannt. Sein Vater war Richter, der von Banditen ermordet wurde. Weil sein Vater mit einem Pfeil im Rücken aufgefunden worden war, galten die Apachen als die Schuldigen an dessen Tod, bis Jerry Spring im ersten Band die Identität des wahren Mörders aufdecken kann.

- Jerry besitzt ein treues und intelligentes Pferd: Ruby. Der rote Hengst duldet keinen anderen Reiter als Jerry Spring und greift zuweilen aktiv in das Geschehen ein, weil er wittert, wenn sein Herr in Lebensgefahr schwebt.

- Bereits im ersten Abenteuer trifft Jerry auf den Mexikaner Pancho, der rasch zu seinem treuen Freund und ständigen Begleiter wird. Der etwas korpulente Mexikaner mag die Siesta und den Tequila, erweist sich aber als hellwach und wendig, wenn Jerry in schwierigen Situationen seine Hilfe braucht. In späteren Abenteuern fällt ihm zuweilen auch die Rolle des Spaßvogels zu, der mit Slapstickeinlagen für gelegentliche komischen Elemente in der Serie sorgt.

- Eine weitere wiederkehrende Person ist der Apache Einsamer Pfeil. Der Sohn eines Häuptlings hilft Jerry den wahren Mörder seines Vaters zu finden. Dank des Einflusses von Jerry Spring erkennt er, dass die traditionelle Lebensweise der Indianer keine Zukunft mehr hat. Anders als seine Stammesbrüder ist er sich bereit, sich an eine von den Weißen dominierte Gesellschaft anzupassen.

## Veröffentlichung in Deutschland
Die Serie ist zeitweilig von verschiedenen deutschen Verlagen herausgegeben worden. Die Popularität anderer Western-Serien wie Comanche oder Leutnant Blueberry konnte sie aber nie erreichen. In Deutschland erschien Jerry Spring erstmals ab 1971 bei Bastei als eigene Reihe. Die Serie brachte es auf insgesamt 16 Bände und schaffte ab 1978 sogar eine zweite Auflage. 1984 erschien die Serie kurzzeitig im Condor-Verlag, wurde jedoch bereits nach zwei Bänden wieder eingestellt. 1987 fand die Serie schließlich beim Carlsen-Verlag eine neue Heimat. Im Jahr 1990 wurde sie nach 10 Bänden auch dort wieder eingestellt. Von 2010 bis 2012 brachte schließlich der Ehapa Verlag alle Geschichten von Jijé in einer fünfbändigen Gesamtausgabe auf Deutsch heraus. Die von Franz gezeichnete Geschichte Der Zorn der Apachen (Colère apache), die bis dahin noch nicht auf Deutsch erschienen war, wurde ab Sommer 2021 im Comic-Magazin ZACK veröffentlicht (ZACK 265 bis ZACK 268). Seit 2021 erscheint beim All Verlag eine Ausgabe in 22 geplanten Einzelbänden, die im Gegensatz zur Ehapa Gesamtausgabe komplett in Farbe ist.

## Geschichten
- Golden Creek (1954)
- Yucca Ranch (1954)
- Silbermond (1955)
- Waffenschmuggler (1955)
- Der Pass der Indianer (1955–1956)
- Die Spur in den hohen Norden (1956)
- Das Gold des alten Lender (1956)
- Die Unglücksranch (1956–1957)
- Ermittlung in San Juan (1957)
- Onkel Toms Testament (1957)
- Die drei Bärtigen von Sonoyta (1957–1958)
- Fort Red Stone (1958)
- Der Herr der Sierra (1960)
- Der Weg nach Coronado (1961)
- El Zopilote (1962)
- Pancho, der Bandit (1963)
- Die Broncos von Montana (1963–1964)
- Mein Freund Red (1964)
- Der einsame Wolf (1964)
- Die Rächer der Sonora (1965)
- Der Ku-Klux-Klan (1966)
- Das Duell (1966–1967)
- Die Mine am Rio Santana (1974)
- Das Mädchen aus dem Canyon (1976)
- Eine Lady im Wilden Westen (1977)
- Der Zorn der Apachen (1990)